# Rimbach-près-Masevaux
Rimbach-près-Masevaux település Franciaországban, Haut-Rhin megyében. Lakosainak száma 433 fő (2022. január 1.). Rimbach-près-Masevaux Storckensohn, Mollau, Moosch, Wegscheid, Oberbruck, Saint-Maurice-sur-Moselle és Mitzach községekkel határos.

## Népesség
A település népessége az elmúlt években az alábbi módon változott:
| Lakosok száma | 482  | 468  | 484  | 464  | 455  | 446  | 437  | 435  | 433  |
|               | 2013 | 2015 | 2016 | 2017 | 2018 | 2019 | 2020 | 2021 | 2022 |